# Nhà thi đấu Hà Nam
Nhà thi đấu Hà Nam, tên gọi chính thức là Nhà thi đấu thể dục thể thao tỉnh Hà Nam là một công trình thi đấu đa năng nằm giữa cánh đồng ở xã Tân Hiệp, phường Lam Hạ, thành phố Phủ Lý, tỉnh Hà Nam được xây dựng vào ngày 26 tháng 12 năm 2012 và hoàn thành vào ngày 4 tháng 12 năm 2014.
Nhà thi đấu nằm cách trung tâm thành phố Phủ Lý khoảng 4 km, nằm đối diện với đoạn đường cao tốc Cầu Giẽ – Ninh Bình.

## Lịch sử

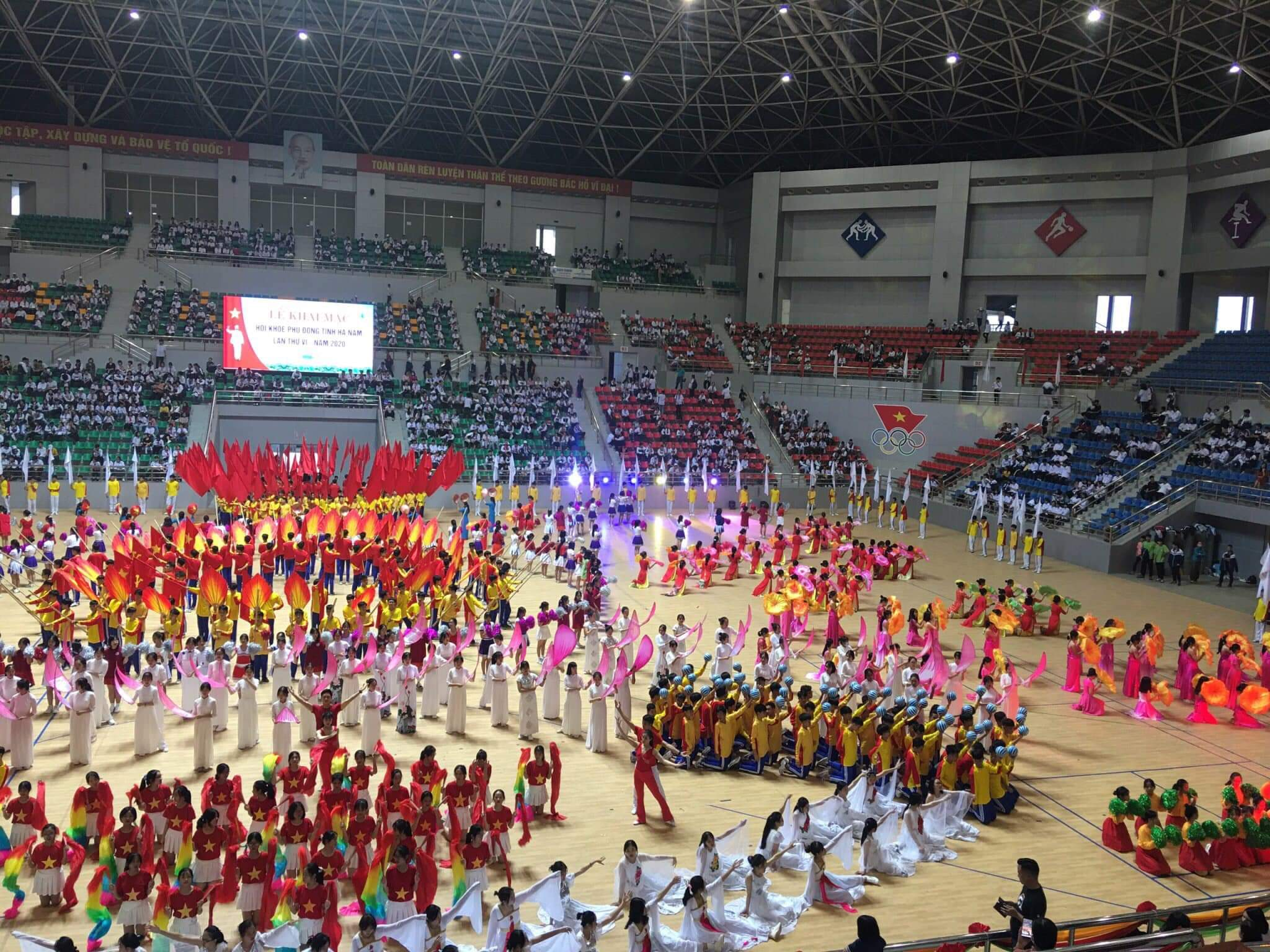
Lễ khai mạc Đại hội Thể thao Đông Nam Á 2021 bên trong nhà thi đấu Hà Nam.

Được khánh thành vào năm 2014 với thiết kế giống hình đĩa bay, nhà thi đấu được trang bị các thiết bị hiện đại đạt tiêu chuẩn, nhà thi đấu tổ chức một số các hoạt động thể dục là chính yếu, đăng cai được ba giải đấu bóng chuyền quốc tế. Đến ngày 3 tháng 4 năm 2024, nhà thi đấu long trọng tổ chức lễ khai mạc Hội khoẻ Phù Đổng hoành tráng được nhiều những học sinh, sinh viên, cán bộ và người dân đến dự và đây cũng là sự kiện lớn nhất tại nhà thi đấu.

## Các sự kiện
| Thời gian  | Năm  | Sự kiện                                                      |
| ---------- | ---- | ------------------------------------------------------------ |
| 19 tháng 2 | 2022 | Giải futsal nữ vô địch quốc gia 2022                         |
| Tháng 5    | 2022 | Giải futsal SEA Games 2021                                   |
| 26 tháng 9 | 2022 | Lễ khai mạc Đại hội Thể dục thể thao lần thứ VI              |
| 9 tháng 6  | 2023 | Khai mạc Giải Futsal nữ vô địch quốc gia năm 2023 tại Hà Nam |
| 8 tháng 3  | 2024 | Lễ khai mạc Hội khoẻ Phù Đổng lần thứ X năm 2024             |
| 3 tháng 4  | 2024 | Khai mạc Hội khỏe Phù Đổng tỉnh Hà Nam lần thứ VII năm 2024  |